# فلورا (نقاشی یان ماتسیس)
فلورا (انگلیسی: Flora) نقاشی رنگ روغن بر روی بوم چوب از یان ماتسیس نقاش فلاندر عهد رنسانس است که در سال ۱۵۵۹ خلق شد.